# Oediconia
Oediconia là một chi bướm đêm thuộc họ Noctuidae.